# Marc Randolph

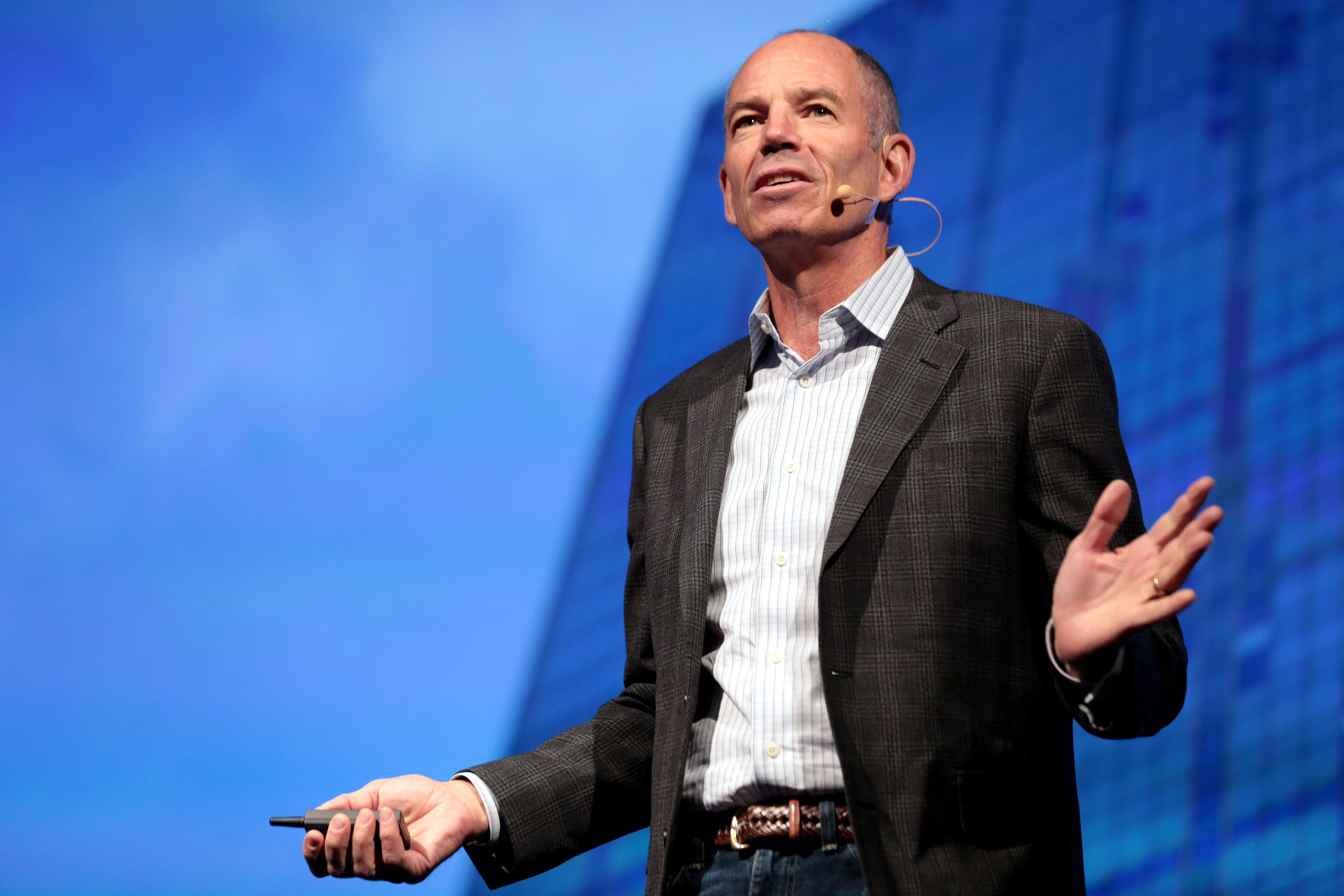
Marc Randolph, cofundador de Netflix, con los invitados al Cloud Summit en 2017 ofrecido por Ingram Micro en Phoenix, Arizona.

Marc Bernays Randolph (29 de abril de 1958, Nueva York) es un veterano de Silicon Valley, emprendedor, accionista y mentor ejecutivo conocido principalmente por ser Cofundador de Netflix junto con Reed Hastings. A lo largo de su carrera profesional, Marc ha fundado más de 50 start-ups exitosas, ha sido mentor de cientos de jóvenes empresarios e inversor de un gran número de riesgos capitales.
Recientemente ha cofundado la compañía Looker Data Sciences, de software analítico, y actualmente ejerce de consejero de numerosas startups, sirviendo en ellas de mentor, entrenador de CEO y miembro de las juntas.
También ofrece numerosas charlas en eventos industriales, trabaja de forma extensiva con programas de jóvenes emprendedores y es uno de los miembros de la organización sin ánimo de lucro National Outdoor Leadership School y del grupo medioambiental One Percent for the Planet.
Actualmente vive en Santa Cruz, California y está casado con Lorraine Kiernan desde 1987, con quien ha tenido tres hijos.
Además, cuenta con un blog  a través del cual comparte con los usuarios de internet sus conocimientos e intereses.

## Biografía
Randolph es hijo primogénito del ingeniero nuclear australiano Muriel Lipchik y es descendiente de cuarta generación de Sigmund Freud. Otro parentesco importante de Randolph es con su tío abuelo Edward Bernays, quien fue un austriaco-estadounidense pionero en el campo de la propaganda y las relaciones públicas.
Los veranos de su escuela preparatoria y de la universidad los pasaba trabajando en National Outdoor Leadership School, organización que busca la formación de líderes, convirtiéndose en uno de los instructores más jóvenes. Su primer curso lo realizó con 14 años, como afirmaba en una entrevista para la propia empresa años después. El hecho de comenzar tan joven sus andadas por el mundo empresarial le hizo adquirir, como comenta, responsabilidad en su vida y con otra gente, algo que consideró le hizo madurar rápidamente.
Estudió en la Hamilton College de Nueva York, donde se tituló en Geología. Una vez graduado comenzó a trabajar en Cherry Lane Music Company, donde aprendió numerosas técnicas de mercadotecnia, pues complementaba su trabajo con la búsqueda de formas de vender catálogos de música a sus clientes. En este trabajo Randolph quedó fascinado por el uso de softwares de computadoras y la facilidad que estos ofrecían para buscar clientes y analizar sus comportamientos de compra.
En 1984 Marc dio un giro a su carrera profesional iniciando su proceso de emprendimiento publicando una versión estadounidense de la revista "MacUser" y la firma de computadores por pedido MacWarehouse y MicroWarehouse.
Entre 1988 y 1995 trabajó para la empresa de software Borland International, siendo encargado de la construcción de operaciones de marketing directo a consumidor.
En 1996 fundó con otros colegas Integrity QA, empresa que sería comprada por la compañía Pure Atria Corporation, siendo nombrado vicepresidente de mercadotecnia corporativa por Reed Hastings, CEO y fundador de la empresa. Fue entonces cuando estos dos emprendedores se conocieron, surgiendo más adelante la idea de crear Netflix, fundada en 1997 y lanzada oficialmente el 14 de abril de 1998 con 30 empleados y casi 1.000 DVDs disponibles para ser alquilados.
Un año más tarde surgió el modelo que hizo a Netflix alcanzar el éxito: Una suscripción mensual permitiría el acceso ilimitado al contenido disponible. En el año 2000 esta empresa trató de colaborar con Blockbuster, el por entonces "gigante" del entretenimiento para formar parte de ellos por $50 millones de dólares, declinando estos últimos la oferta.
En mayo de 2002 la empresa se hizo pública.
Desde entonces Randolph ha ejercido de mentor y entrenador de CEO para numerosas startups, así como orador en numerosos eventos industriales y trabajador en diversos programas de emprendimiento.
Recientemente ha cofundado la compañía Looker Data Sciences de software analítico.

## Marc Randolph y Reed Hastings
Marc Randolph se encontraba creando una compañía de seguros de calidad con dos amigos cuando Pure Atria decidió comprarla. En esos momentos eran únicamente 9 personas en la empresa por lo que todas ellas fueron enviadas directamente a Pure Atria, entrando los 8 ingenieros, con Randolph como CEO, como un pequeño grupo dentro de la empresa.
Al ascender a Randolph a jefe de marketing comenzó a trabajar cada vez más cerca de Reed, quien por aquel entonces era CEO y fundador de la empresa. El hecho de que llegasen a entablar más y más relación fue debido a que ambos vivían en Santa Cruz, por lo que cada día compartían un coche para ir y volver del trabajo. Según comentó Randolph en una entrevista para "Silicon Valley Business Journal" se asombró desde el primer momento que conoció a Hastings de las capacidades y originalidad que este tenía.
En las numerosas horas de viaje que pasaban juntos tuvieron tiempo de plantear diversas ideas y propuestas de proyectos futuros, entre las cuales iba puliéndose la idea que años después acabaría convirtiéndose en Netflix. En ese tiempo ambos comenzaron a crear listas de criterios que deberían tener en cuenta para llevar a cabo su idea: tenía que ser una plataforma de comercio en línea, con una fuerte personalización, que tuviese ciertas logísticas como barrera por si alguien externo quería entrar a por ellos; querían crear una empresa de gran categoría. En esos momentos el alquiler de vídeo cumplía esas características por lo que probaron con el VHS, resultando en un completo fracaso (Eran caros, frágiles y se rompían).
Esta idea se abandonó hasta la llegada del DVD, aparatos que comenzaron a vender e hicieron a Netflix entrar en un mercado lleno de competidores, dando lugar a un arrinconamiento de Netflix. Es entonces cuando, ya sin tiempo y dinero, decidieron hacer un último intento de preservar su idea inicial: introducir la combinación de suscripción, listas de interés y eliminación de límites en el alquiler por exceder el tiempo de devolución.
Randolph ha señalado en numerosas entrevistas posteriores a la creación de Netflix la importancia del proceso prueba y error para inquirir y llegar finalmente a una idea exitosa.

## Netflix

Logotipo de Netflix.

Randolph ha establecido en más de una ocasión que la tradicional historia ofrecida por Hastings del origen de Netflix no debe entenderse como una explicación de sus orígenes sino como una historia que acerca al usuario a conocer las necesidades que Netflix buscaba satisfacer. Es, según afirma Randolph en numerosas entrevistas, una forma de expresar en una o dos frases lo que se ha conseguido tras meses de esfuerzo y sacrificios de numerosas personas que participaron en su creación.
La idea de Netflix, salió a partir de mucho esfuerzo y tras muchas malas ideas. Poco después de haber entrado en la empresa Pure Atria, ambos emprendedores fueron ofrecidos caminos en Silicon Valley, los cuales les ofrecían meses y tiempo de estar esperando a que en un momento dado alguien importante dentro del sector necesitase su ayuda. En ese tiempo Reed decidió dejar de lado la compañía para continuar su formación, siempre bajo la idea de "cambiar el mundo", mientras Randolph comenzaba el liderazgo de una nueva empresa.
En ese tiempo en el que los únicos que no continuaban trabajando a tiempo completo en Pure Atria eran ellos dos, comenzaron a salir las ideas de proyectos futuros que podrían funcionar. Sus viajes en coche, según ambos afirman, se reducían a un constante proceso de brainstorming, continuado por intentos de validar los criterios "seleccionados" para su futura plataforma.
Fue entonces cuando comenzaron a plantearse la idea de crear una plataforma digital relacionada con el alquiler de vídeos. No obstante, la competencia en ese sector provocó que durante un tiempo ambos aparcasen esa idea hasta la llegada del DVD. Cuando en el verano del 96 escucharon hablar sobre la llegada de este nuevo formato de vídeo consideraron que quizás el alquiler de estos podría triunfar. Una de las partes de la historia contada por Netflix que es cierta es cuando se enviaron un CD el uno al otro para observar si este mecanismo funcionaba, viendo que era así, se pusieron manos a la obra, hasta que consideraron que era hora de lanzar al mercado su idea. Randolph fue quien eligió el nombre de la compañía, diseñó la interfaz de usuario y actuó como jefe ejecutivo durante el primer año mientras Hastings acudía a la Universidad Stanford para continuar con su graduación.
El 14 de abril de 1998 Netflix Inc anunciaba su apertura como una plataforma digital que ofrecía alquiler de DVDs, que podían también comprarse a través de internet. A partir de entonces continuaron aportando nuevas ideas e innovando constantemente en la plataforma, hasta alcanzar la idea que marcaría la diferencia frente al resto de empresas: una plataforma digital basada en un servicio de suscripción mensual sin fechas límites para acceder al contenido audiovisual.
Randolph cedió el puesto de CEO a Hastings en 1999 y volvió a la parte de desarrollo de producto. En 2002 Randolph dejó la compañía al preferir continuar motivando a jóvenes emprendedores.

## Consejos
Entre los consejos ofrecidos por Randolph como entrenador y mentor de emprendedores para la creación de startups se pueden encontrar los siguientes:

1. Sólo se necesitan tres cosas para ser un emprendedor: Tener una idea, Una gran tolerancia al riesgo y Confianza en uno mismo.
2. Elige algo que te apasione pero no te enamores de una sola idea.
3. Deja de pensar y empieza a hacer.
4. Ningún plan de negocios inicial sobrevive al contacto con la gente.
5. Sé flexible.
6. Sé persistente. Se trata de intentar una cosa tras otra.
7. Ten tolerancia al riesgo, a empezar algo sin saber qué va a pasar.
8. Nadie sabe nada. Por ello hay que arriesgarse y hacer algo. Todo el tiempo que invirtes en pensar si una idea es buena o no, es tiempo perdido.

## Empresas

### Fundador/Cofundador
- Mailbox Music (1983)
- Guitar FTPM Magazine (1984)
- MacUser Magazine (1986)
- MacWarehouse (1987)
- MicroWarehouse (1988)
- IntegrityQA (1995)
- Netflix (1996)
- Looker Data Science (2012)

### Mentor o miembro
- Looker Data Science
- Chubbie Shorts
- Getable
- OpenEnd
- National Outdoor Leadership School
- 1% For The Planet[3]